# Eriopyga leucocraspis
Eriopyga leucocraspis är en fjärilsart som beskrevs av Paul Dognin 1916. Eriopyga leucocraspis ingår i släktet Eriopyga och familjen nattflyn. Inga underarter finns listade i Catalogue of Life.